# イムブリオス
イムブリオス（古希: Ἵμβριος, Imbrios）は、ギリシア神話の人物である。インブリオスとも表記される。メントールの子で、トローイア王プリアモスの妾腹の娘メーデシカステーと結婚し、ペーダイオン（Πήδαιον, Pēdaion）の地で暮らしていたが、トロイア戦争が起こるとトローイア側に加わって戦い、目覚ましい活躍を見せた。このためプリアモスも彼を息子のように遇したうえに、自分の館に住まわせた。しかしイムブリオスはトローイア軍がギリシアの防壁を破って侵入した際に敵の武将テウクロスの槍に倒れた。彼が倒れるさまは山で伐採されたトネリコの木が地に倒れていくようであったという。